# Arthur Ramén
Arthur Ramén, född 12 oktober 1873 i Uppsala, död 30 september 1926, var en svensk kemiingenjör och uppfinnare.
Arthur Ramén utexaminerades från Kungliga Tekniska högskolans kemiska fackskola 1896, var 1897–1901 ingenjör vid Svenska bitsocker A.B., anlade 1902 A.B. Dalby spritfabrik, var 1903–1906 ingenjörsassistent samt 1906–1916 överingenjör och teknisk chef vid Hälsingborgs kopparverks A.B., för vars utveckling han nedlade ett uppskattat arbete. 1916 blev Ramén konsulterande ingenjör och chef för A.B. Ramén patenter, som exploaterade av honom gjorda uppfinningar, främst en tillsammans med Jacob Beskow utarbetad rostningsugn samt metoder och anordningar för metallurgiska och kemiska industrier. Ramén invaldes 1919 som ledamot av Ingenjörsvetenskapsakademien. 